# Ormesson
Ormesson ist eine französische Gemeinde im Département Seine-et-Marne in der Île-de-France. Sie gehört zum Kanton Nemours im Arrondissement Fontainebleau. Die Bewohner nennen sich Ormessonais oder Ormessonaises.

## Geographie
Ormesson liegt im Regionalen Naturpark Gâtinais français und grenzt im Norden und Osten an Saint-Pierre-lès-Nemours, im Südosten an Faÿ-lès-Nemours, im Südwesten an Châtenoy sowie im Westen an Chevrainvilliers.

## Wirtschaft

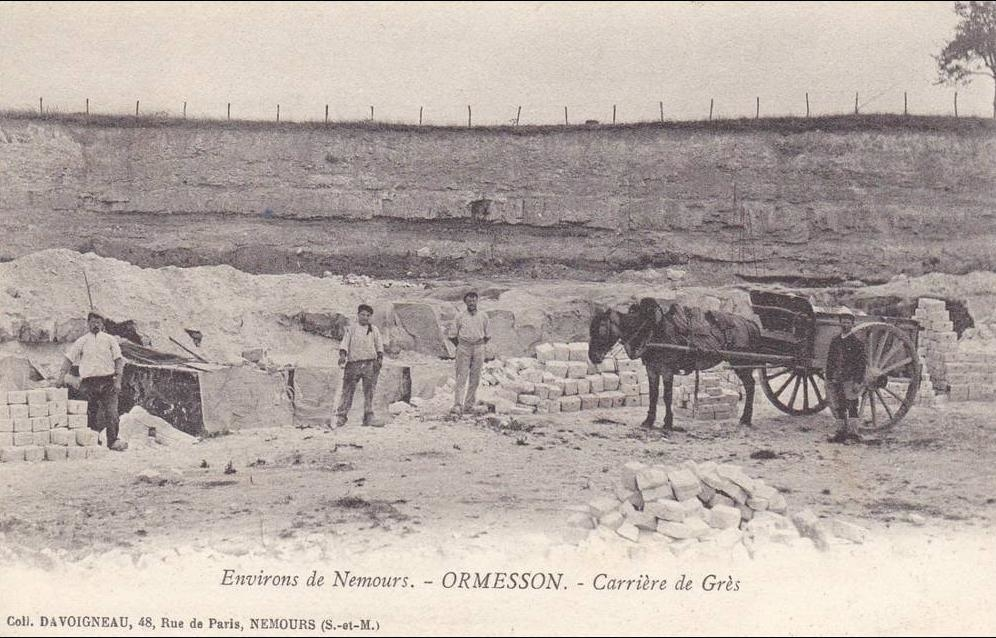
Sandsteinbruch Carrières de Grès

Die Sandgruben und Steinbrüche von Ormesson dienen der Gewinnung von Sand für die Glasherstellung und für die Herstellung von Gussformen in Gießereien sowie zur Gewinnung von Baumaterial. Sie waren über die Feldbahnen der Sandgruben von Nemours mit dem Canal du Loing in Nemours verbunden.

## Bevölkerungsentwicklung
| Jahr      | 1962 | 1968 | 1975 | 1982 | 1990 | 1999 | 2006 | 2014 |
| --------- | ---- | ---- | ---- | ---- | ---- | ---- | ---- | ---- |
| Einwohner | 135  | 150  | 148  | 175  | 203  | 238  | 242  | 280  |

## Sehenswürdigkeiten

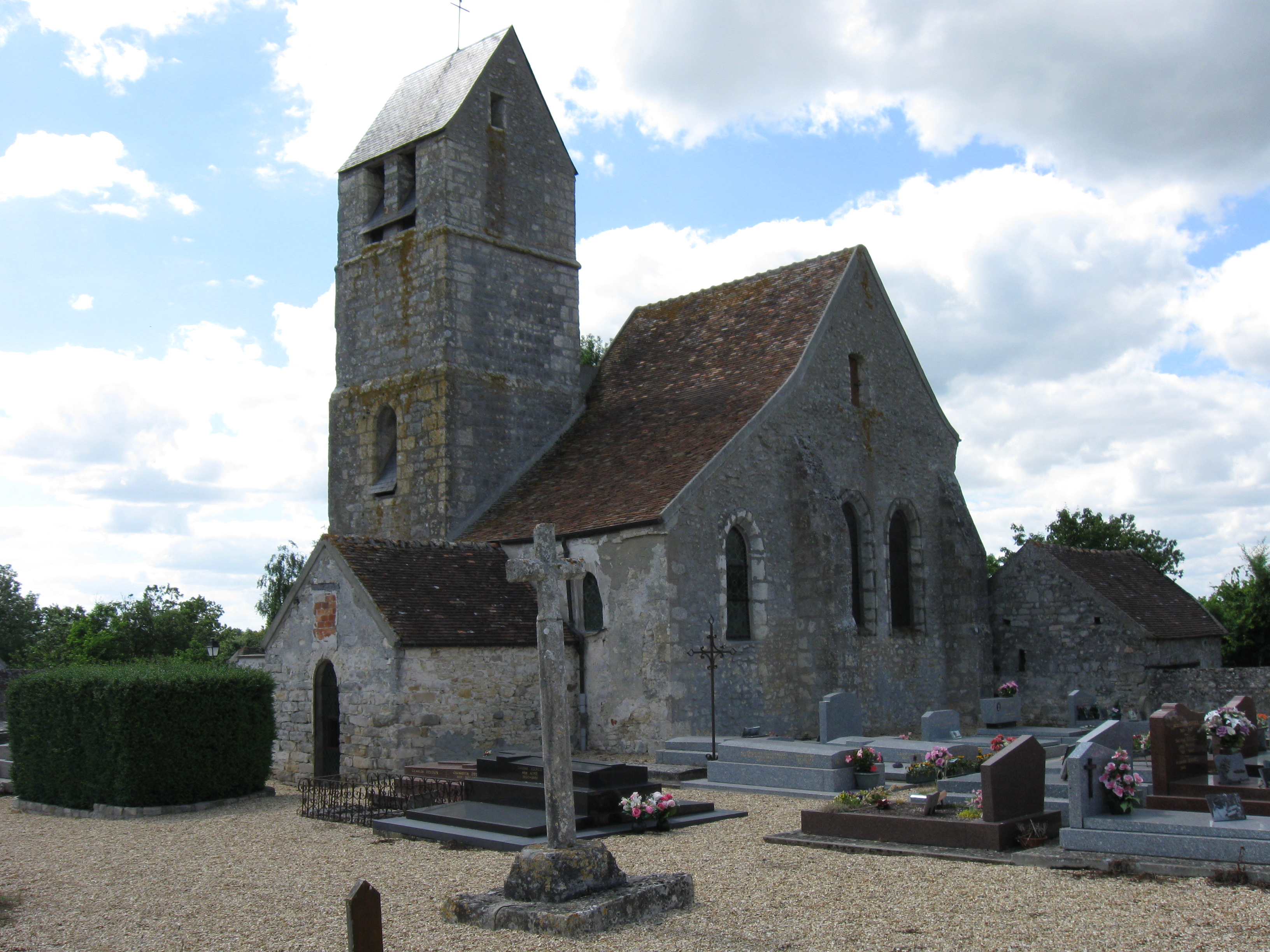
Kirche Notre-Dame-de-l’Assomption

- Kirche Notre-Dame-de-l’Assomption